# Romualdo Ghiglione
Romualdo Ghiglione (Rivarolo Ligure, barri de Gènova, Ligúria, 25 de febrer de 1891 – Gènova, 12 de març de 1940) va ser un gimnasta artístic italià que va competir a començaments del segle xx.
El 1920 va prendre part en els Jocs Olímpics d'Anvers, on guanyà la medalla d'or en el concurs complet per equips del programa de gimnàstica.